# Jack Reed: Uno de los nuestros
Jack Reed: Uno de los nuestros (título original: Jack Reed: One of Our Own) es un telefilme estadounidense de 1993 dirigido por Brian Dennehy y protagonizado por Brian Dennehy, Charles S. Dutton, Susan Ruttan. 
La película se estrenó el 25 de abril de 1995. En ella Brian Dennehy apareció como escritor, director y actor principal. También es importante mencionar, que es la cuarta película de la saga Jack Reed.

## Argumento
Estamos en una escena del crimen en Chicago. El policía Jack Reed tiene un compañero que ha sido asesinado. Por ello el policía persigue a sus asesinos.
Sin embargo él de pronto es blanco de críticas a causa de lo que hace y además quieren incriminarlo por el asesinato de un político corrupto por tener en su casa a su exnovia. El asunto es absurdo, pero Reed debe ser extremadamente cuidadoso ahora, ya que cualquier paso al respecto podría salir mal.

## Reparto
| Actor             | Personaje                |
| ----------------- | ------------------------ |
| Brian Dennehy     | Sargento Jack Reed       |
| Charles S. Dutton | Teniente Charles Silvera |
| Susan Ruttan      | Arlene Reed              |
| Kevin Dunn        | Phil Brenner             |
| Suki Kaiser       | Sarah Landry             |
| Michael Talbott   | Eddie Dirkson            |
| Bernie Coulson    | Mike Quinn               |
| Amber Benson      | Nicole Reed              |
| Cusse Mankuma     | Bobby Dixon              |
| Justin Burnette   | John Reed Jr.            |
| CCH Pounder       | Sra. Harris              |

## Recepción
La película tuvo éxito de audiencia en televisión. Hoy en día el telefilme también ha sido valorado en portales cinematográficos. En IMDb, por ejemplo, con 352 votos registrados, el largometraje obtiene una media ponderada de 6,3 sobre 10. Adicionalmente cabe destacar, que en La Vanguardia el 44 % de los usuarios registrados en ese periódico le dan una valoración positiva a la película de televisión.